# Paul Koch (Radsportler)

Paul Koch

Paul Koch (* 22. Mai 1897 in Berlin; † 5. Oktober 1966 ebenda) war ein deutscher Radrennfahrer.
Paul Koch bestritt 1915, während des Ersten Weltkrieges, sein erstes Radrennen. Er blieb aktiv bis in die späten 1920er Jahre. Sein größter Erfolg war der Gewinn der Deutschen Straßen-Radmeisterschaften im Jahr 1920, 1921 wurde er Vize-Meister hinter Adolf Huschke. 1919 siegte er bei Rund um Berlin, 1921 bei Rund um Frankfurt, 1922 bei Rund um Köln. 1927 wurde er (mit Pierre Rielens) Dritter beim Sechstagerennen in Berlin.